# Studio Simi
Lo Studio Simi, casa della memoria dei pittori Filadelfo e Nera Simi, è una casa museo ad essi dedicata. L'edificio è situato in località di Scala di Stazzema, in provincia di Lucca.
Il pittore Filadelfo Simi, attorno agli anni 1885-1890, progettò e realizzò presso Stazzema una costruzione in stile vittoriano dove poter lavorare alle grandi tele che caratterizzano la sua produzione di quel periodo. Lo Studio è giunto fino a noi ben conservato nelle sue strutture murarie, ricco di arredi e opere, raro esempio di ambiente di lavoro di un pittore post macchiaiolo e naturista.

## Sede
Dai disegni del progetto per lo Studio, rinvenuti tra i documenti di archivio, il progetto iniziale prevedeva una disposizione diversa degli ambienti interni, con la scala disposta sulla parete nord. Venne realizzato viceversa come lo troviamo oggi, spezzando la scala in due rampe, verosimilmente per ottenere un doppio locale al pianterreno.
Per il resto troviamo stretta aderenza al progetto, che esteticamente ricorda le costruzioni tipicamente verticali della Francia del nord. Il tetto spiovente, la muratura in pietra, sono reminiscenze del soggiorno parigino di Filadelfo, ma è facile anche identificarvi alcuni particolari orientaleggianti che ci fanno pensare al suo soggiorno in Spagna. Il balconcino, le travature, alcuni particolari decorativi a graffa di una grata frangisole, facilmente richiamano quelli che Filadelfo vide e dipinse presso l'Alhambra di Granada. Le ampie fenestrature e la sovradimensionatura delle porte si spiegano solo con le necessità' del lavoro di un pittore, tanto per la luce, prima di tutto, ma anche per la necessità di far passare agevolmente la grandi tele che egli stava realizzando. Il pianterreno ha una altezza di oltre quattro metri, con la porta di ingresso alta quasi tre. Il vano scale consentiva di calare i quadri dalla sala al primo piano, con un ingegnoso sistema di carrucole. Al primo piano troviamo un unico ampio locale, la sala del camino, con una grande vetrata esposta verso nord, opposta ad una porta finestra che apre sul famoso balconcino. L'altezza della stanza è di oltre sei metri, e caratterizzata da un soffitto a capriate assolutamente insolito per l'architettura civile versiliese. Trova una sua funzione anche nella necessità di appendere le grandi tele, oltre che appagare un raffinato gusto estetico del progettista che, come detto, vi applicò il suo patrimonio di esperienze parigine e spagnole.

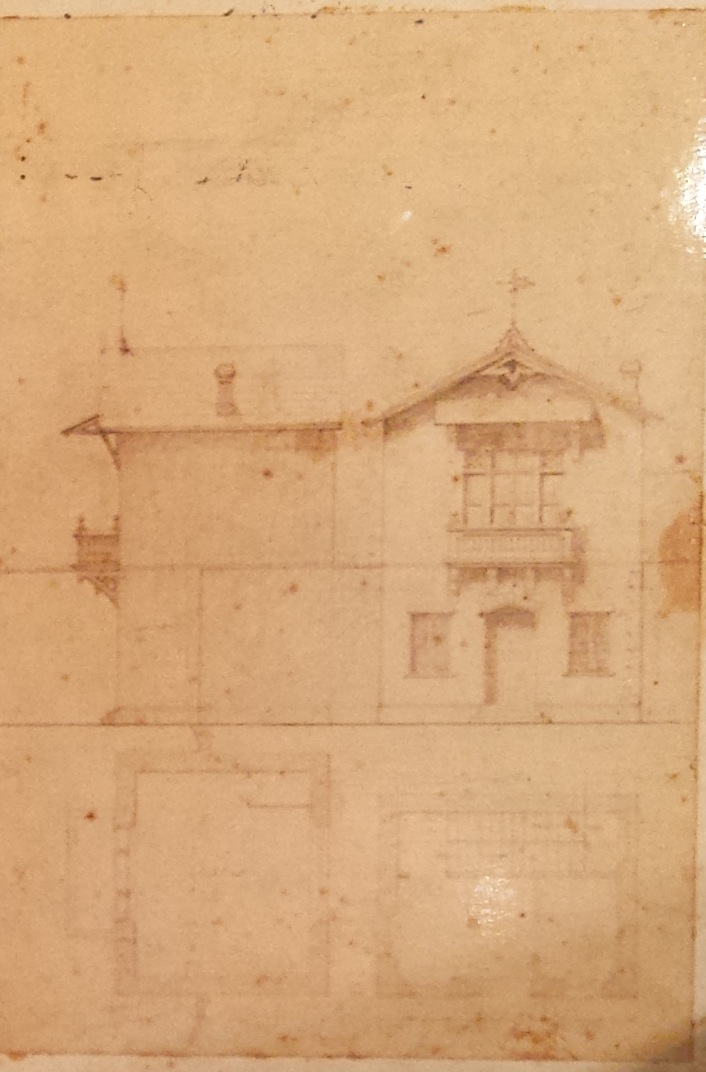
Il progetto iniziale dell'edificio

## L'archivio dei disegni
Col nome "Lo studio Simi" si identificano anche un corpus di disegni preparatori, prove d'autore, bozzetti, che pur provenienti dall'abitazione fiorentina del pittore, sono stati recuperati in blocco e riportati nello Studio stazzemese a ricostituirne il corredo artistico. Tanto i lavori del padre, come quelli della figlia Nera, valente artista sua continuatrice, hanno ritrovato degna e suggestiva sistemazione alla luce del progetto "I Simi tornano a casa", che i proprietari intendono portare avanti.